# Волго-Донской канал
Во́лго-Донско́й судохо́дный кана́л и́мени В. И. Ле́нина (Волго-Донской канал) — канал, соединяющий реки Волгу и Дон в месте их максимального сближения на волгодонском перешейке и одновременно обеспечивающий связь Каспийского моря с Мировым океаном. Звено единой глубоководной транспортной системы европейской части России.
Построен в начале 1950-х годов, одна из Великих строек коммунизма.

## Описание
Движение по Волго-Донскому судоходному каналу начинается от Сарептского затона Волги, хорошо защищённого от течений и ледохода по долине р. Сарпы, вдоль подножия Ергеней.
Авторы архитектурной обработки сооружений канала: Поляков Л. М. — руководитель; Бирюков С. М., Борис Г. Г., Демидов С. В., Ковалёв А. Я., Мусатов В. В., Паньков М. В., Рочегов А. Г., Топунов Ф. Г., Якубов Р. А.; скульптор Мотовилов Г. И.; инженеры: Жук С. Я., Марсов В. А., Осколков А. Г., Шахов Н. В., Савиных Е. А.
Вход в шлюз № 1[где?] отмечен парадной аркой, высотой 40 м. На расстоянии 7 км от шлюза № 3 начинается т. н. «Чапурниковская лестница»: на участке длиной 9 км суда поднимают по ступенькам шести шлюзов на высоту 50 м. Архитектурное оформление шлюза № 4 посвящено Великой Отечественной войне. Участок канала между шлюзами № 7 и № 8 проходит по полям сражений Гражданской войны, о чём повествует мемориальная доска на шлюзе № 8.
Далее путь канала выходит в долину р. Червлёной. За шлюзом № 9 находится самая высокая точка водораздела, за которой начинается Варваровское водохранилище.
От шлюза № 10, рядом с которым установлены памятники героям Гражданской войны — А. Я. Пархоменко, Ф. А. Сергееву (Артёму) и Н. А. Рудневу, канал плавно спускается в сторону реки Дон. С этих мест в 1918 году началось наступление войск Царицынского фронта Красной армии на юг.
Затем канал проходит Береславское водохранилище, а после шлюза № 12 — крупнейшее в каскаде Карповское водохранилище (длина 15 км, площадь 42 км²).
В посёлке Пятиморск непосредственно у выхода из шлюза № 13 установлен 16-метровый монумент «Соединение фронтов» скульптора Е. В. Вучетича. Здесь 23 ноября 1942 года соединились войска Сталинградского и Юго-Западного фронтов, завершив окружение немецко-фашистских войск под Сталинградом (см. Сталинградская битва).
Канал выходит в реку Дон рядом с городом Калач-на-Дону, где находится последний, 13-й шлюз.

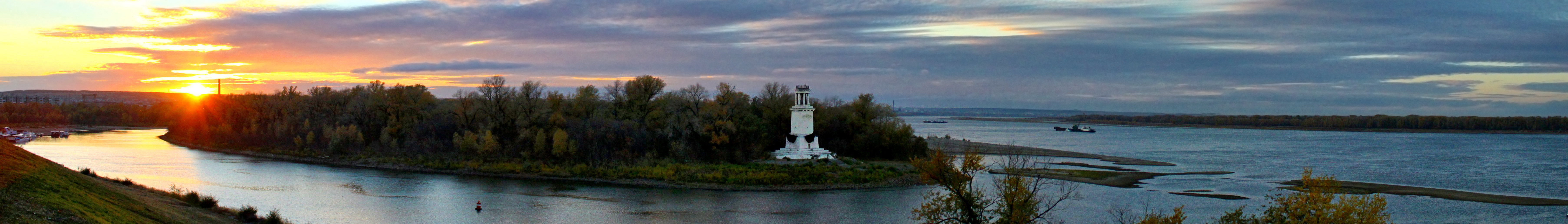
Волго-Донской канал в Волгограде

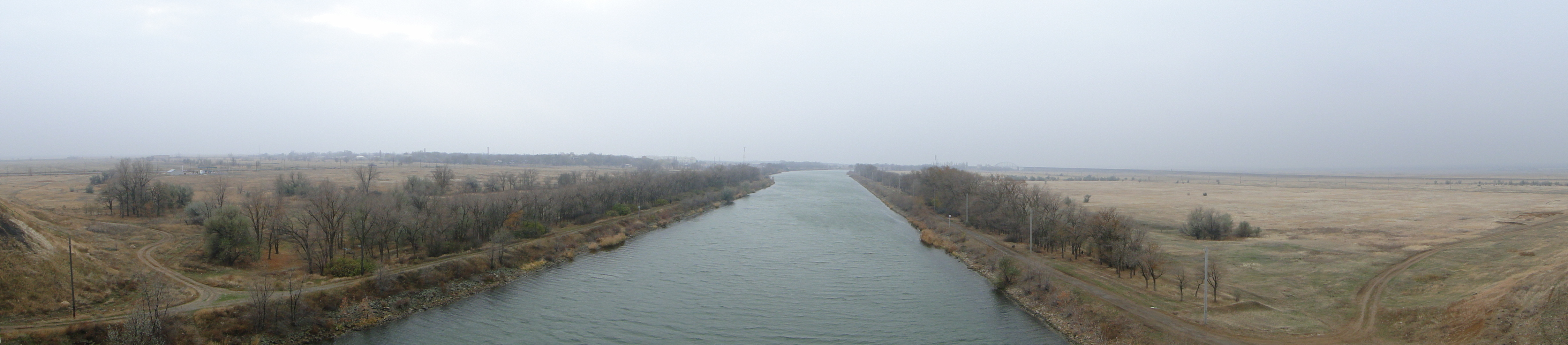
Волго-Донской канал в окрестностях города Калач-на-Дону

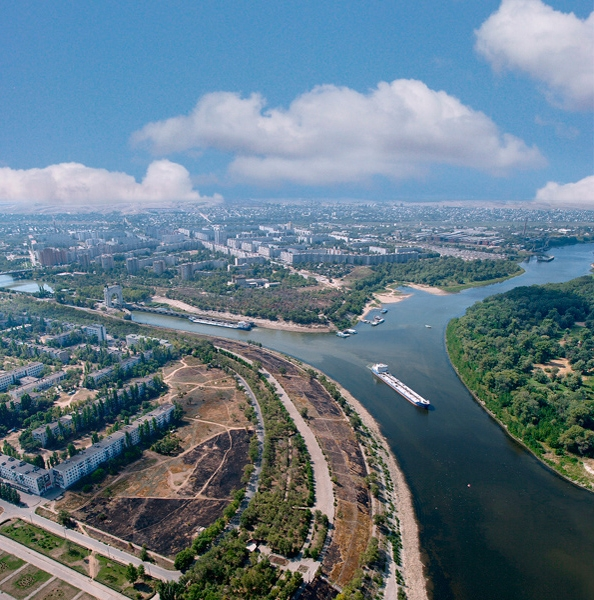
Первые шлюзы расположены в черте Волгограда
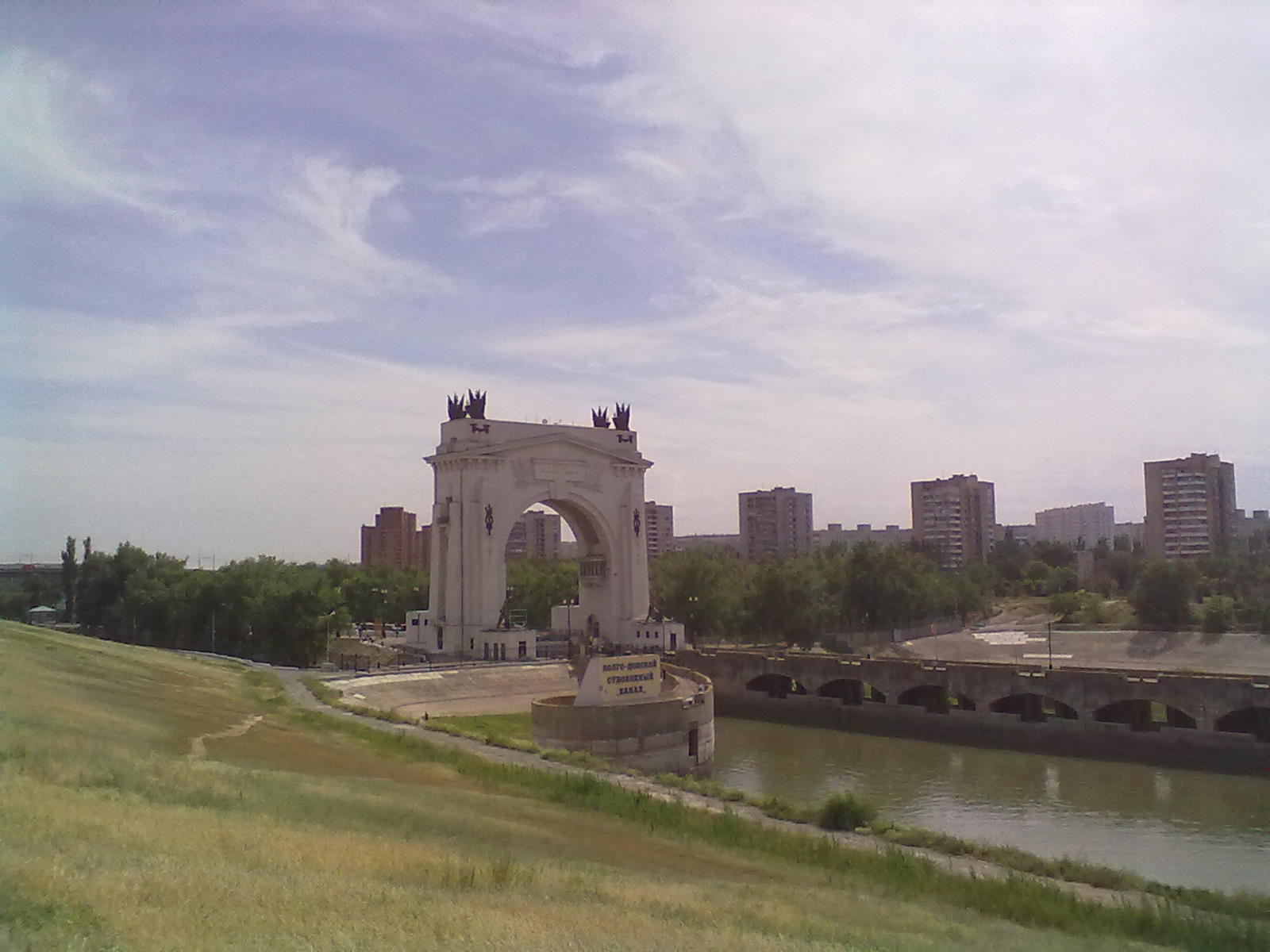
Шлюз № 1
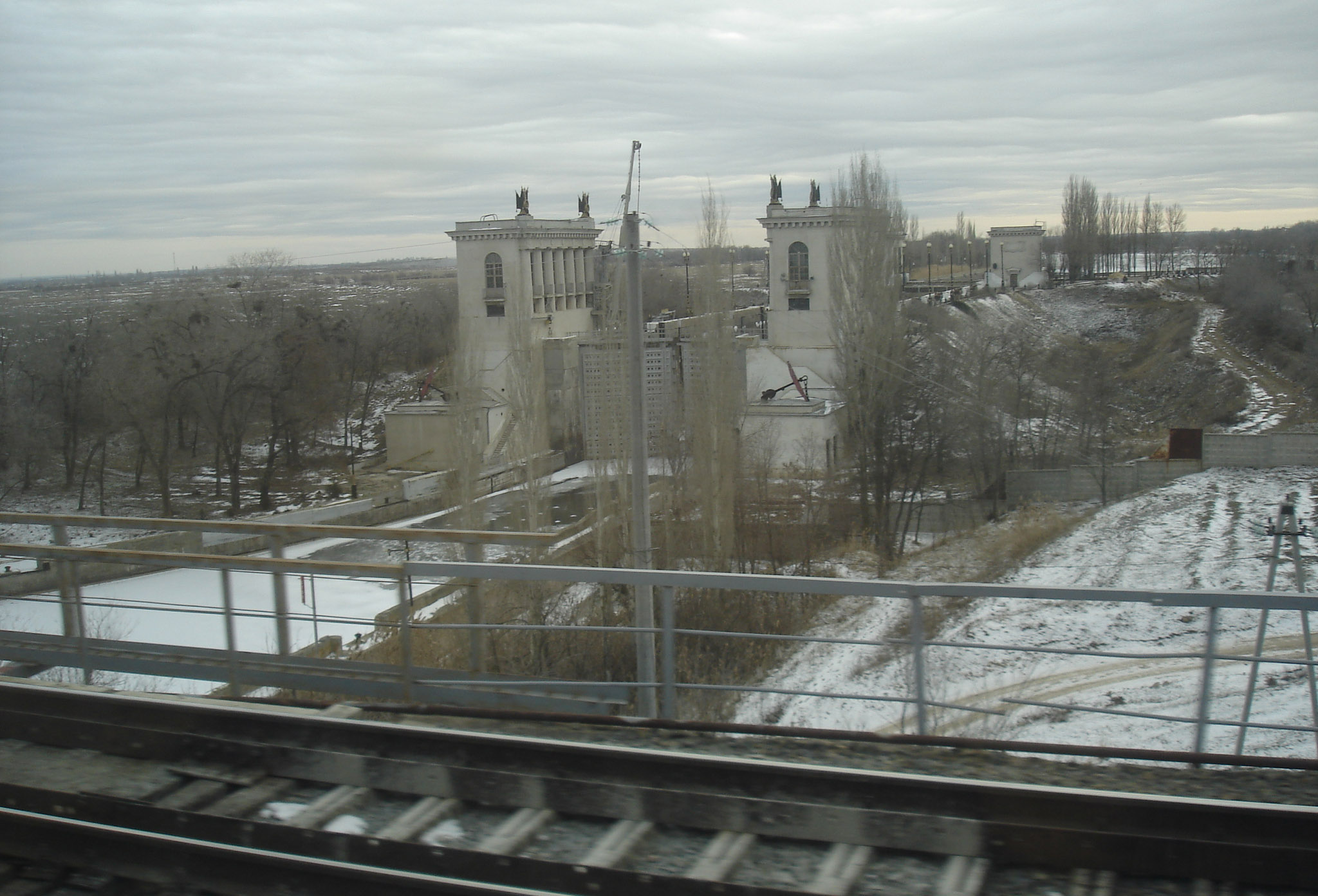
Один из шлюзов канала перед впадением в Дон

## История создания

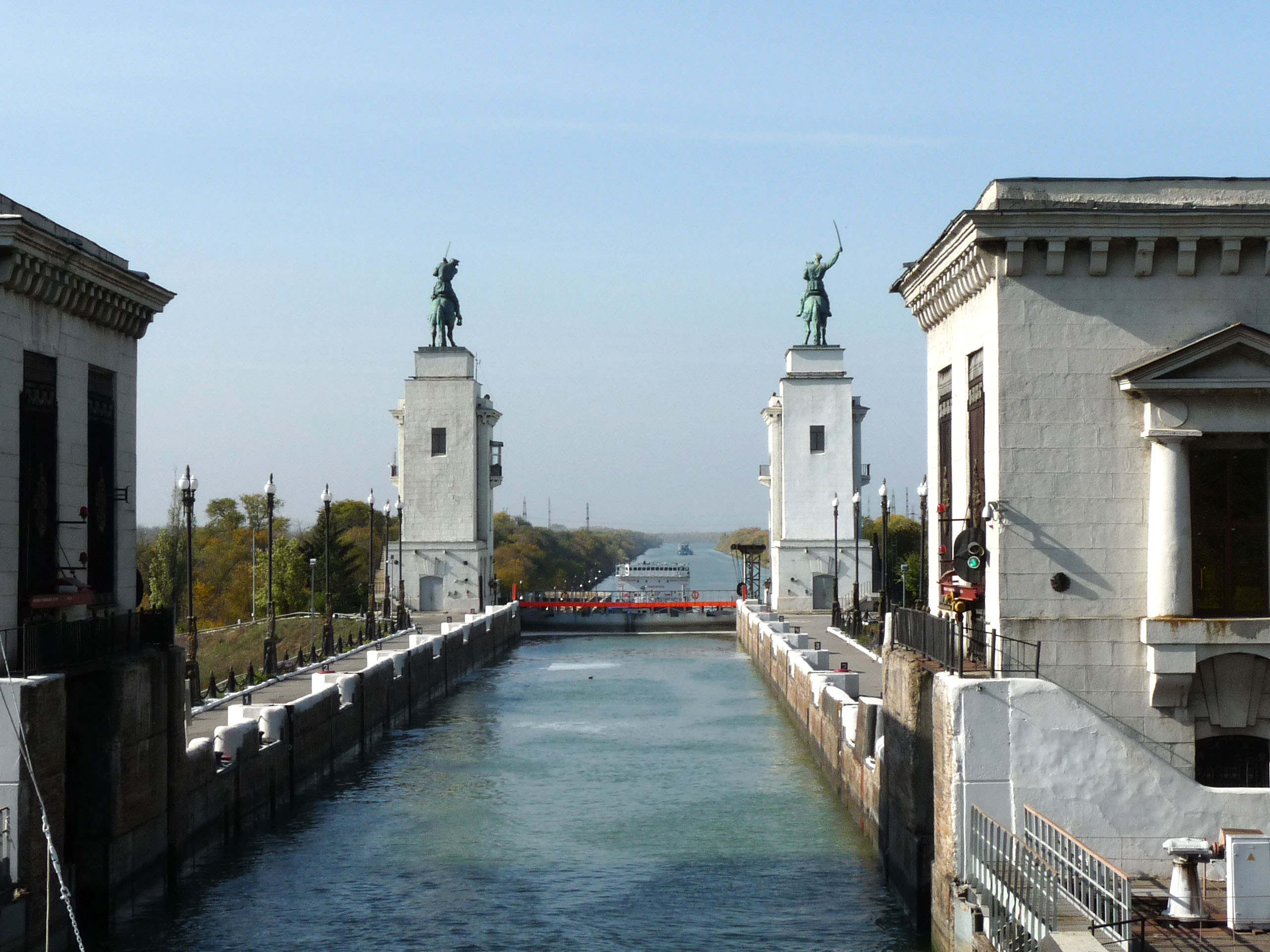
Скульптурная группа «Казаки» у шлюза Цимлянской ГЭС (Ростовская область, город Волгодонск)

### Исторические попытки
Первую попытку соединить Волгу и Дон в месте их наибольшего сближения историки относят к середине XVI века. В 1569 году турецкий султан Селим II, известный своим походом на Астрахань, направил Касим-пашу с 22 тысячами солдат вверх по Дону до переволоки с целью прорыть канал между двумя реками. Тем не менее всего спустя месяц турки отступили «с великой бранью», заявив, по словам летописцев, что даже всем турецким народом тут и за 100 лет ничего не сделать.
Ещё одна попытка создания канала была предпринята при Петре I и её следы остались под названием Петрова вала. Согласно плану строительства, канал должен был быть прорыт между притоками Волги и Дона, Камышинкой и Иловлей. Начало работ пришлось на 1697 год. Ими руководил иностранный «специалист» Иоганн Бреккель. Вовремя осознав неудачу начинания, он попросту сбежал из России. Стройку продолжил английский инженер Джон Перри. Впрочем, в 1701 году внимание Петра I отвлекла Северная война со Швецией, финансирование было приостановлено, работы прекращены и больше не возобновлялись.
До 1917 года было подготовлено свыше 30 проектов соединения Волги с Доном. Впрочем, ни одному из них не суждено было реализоваться: сопротивление оказывали частные владельцы железных дорог. Большой вклад в сооружение канала внёс Нестор Пузыревский работами по изучению междуречья Волги и Дона и выбору трассы для будущего канала.

### Проектирование в СССР

Памятник В. И. Ленину у входа в канал

В 1920 году по плану ГОЭЛРО правительство страны вернулось к вопросу создания канала. Тем не менее, проект строительства был создан лишь в середине 1930-х годов.
9 сентября 1940 года народный комиссар внутренних дел Л. П. Берия обратился к председателю правительства В. М. Молотову с запиской, в которой предлагалось создать в составе НКВД СССР Главное управление гидротехнического строительства, в связи «со значительным увеличением объёма работ по гидротехническому строительству, возложенному на НКВД (реконструкция Волго-Балтийского водного пути и строительство Верхне-Шекснинской ГЭС, реконструкция р. Сухоны, строительство гидроэлектростанций на реках Клязьме, Костроме, Которосле и Мсте и изыскание мест для новых ГЭС»). 11 сентября 1940 года соответствующее постановление Совета народных комиссаров СССР было принято.
Реализовать проект помешала Великая Отечественная война.
Работы возобновились по окончании Сталинградской битвы, в 1943 году. Работами на трассе канала руководил Сергей Жук, под руководством которого уже были спроектированы и построены Беломорско-Балтийский канал и канал Москва — Волга.

### Строительство
20 октября 1947 года было принято Постановление Совета министров СССР № 3612, в исполнение которого 10 ноября 1947 года подписан приказ МВД СССР № 0688 об образовании Главного управления лагерей гидротехнического строительства (Главгидрострой) МВД СССР. Начальником Главгидростроя МВД СССР был назначен генерал-майор инженерно-технической службы Я. Д. Рапопорт.
В феврале 1948 года, после утверждения схемы Волго-Донского комплекса на заседании Совета министров СССР, начались земляные работы. Руководил строительством в период с марта 1948 по март 1949 года Карп Павлов — бывший начальник «Дальстроя».
В ходе строительства было вынуто 150 млн м³ земли и уложено 3 млн м³ бетона. В работах было задействовано 8000 машин и механизмов: шагающие и многоковшовые экскаваторы, землеройные снаряды, скреперы, бульдозеры, автосамосвалы.
31 мая 1952 года на южной окраине возрождённого из руин и пепла Сталинграда, между 1-м и 2-м шлюзами слились воды Волги и Дона.
С 1 июня по каналу уже началось движение судов.
27 июля 1952 года каналу было присвоено имя Владимира Ильича Ленина. Тогда же у первого шлюза (со стороны Волги) был открыт памятник Иосифу Сталину (позднее снесён, на постаменте установлен памятник Ленину; с другой стороны (относительно входа в канал со стороны Волги) установлен памятник-маяк речникам Волжской военной флотилии). Над входом в этот шлюз со стороны Волги была сооружена триумфальная арка.

### Трудовые ресурсы
В 1948 году власти набирали рабочих по всей стране, приглашали выпускников вузов и техникумов, демобилизованных военнослужащих. Вольнонаёмных рабочих было около 700 тысяч человек. В строительстве принимали участие военнопленные немцы, которых было порядка 100 тысяч, и советские заключённые численностью 20680 человек. Уже в первом квартале 1950 года в связи с увеличением количества строящихся объектов стал ощущаться дефицит специалистов. Поэтому там, где не хватало работников, ставились заключённые с должностным окладом. Заключённые работали на тех должностях, на которых трудились ещё на свободе. Большинство последних были осуждены за мелкие хищения, хулиганство и мошенничество, но были и рецидивисты, и политзаключённые. Заключённые были заняты на тех же работах, что и обычные строители, иногда бригады были смешанными. На стройке один день работы заключённого засчитывался за два-три дня отбывания наказания. Это вело к досрочному освобождению, например, только из работавших на Цимлянском гидроузле досрочно были освобождены 26 тысяч человек.

### Награды строителям
Три тысячи из досрочно освобождённых были отмечены наградами, 15 из них — орденом Трудового Красного Знамени.
Всего после окончания строительства различными орденами и медалями были награждены 6323 человека: орденом «Знак Почёта» — 964 человека, орденом Трудового Красного Знамени — 661 человек, орденом Красной Звезды — 295 человек, орденом Ленина — 122 человека, медалью «За трудовую доблесть» — 1433 человека, медалью «За трудовое отличие» — 1432 человека, званием Героя Социалистического Труда с вручением ордена Ленина и золотой медали «Серп и Молот» — 12 человек: главный инженер Главгидроволгодонстроя С. Я. Жук, его заместители Г. А. Руссо и Н. А. Филимонов, начальник строительства Цимлянского гидроузла В. А. Барабанов, начальники строительных районов А. П. Александров, А. А. Щербинин, экскаваторщики И. В. Ермоленко, Е. П. Симак, Д. А. Слепуха, А. П. Усков, бульдозерист В. И. Елисеев и электросварщик А. А. Улесов.

## Эксплуатация
Обмеление канала стало причиной сокращения допустимой осадки судов и частой посадки на мель: 12 фактов за 2011 год, по данным областной администрации.
В 2012 году было принято решение о выделении Росморпортом 400 млн рублей на дноуглубительные работы с целью достижения проектной гарантированной глубины в 4,5 м.
На 2013 год Волго-Донской судоходный канал работает с максимальной нагрузкой,  у входа в канал в ожидании своей очереди постоянно находятся порядка 20 судов, которые простаивают здесь до 25 часов. При этом объём грузоперевозок год от года возрастает.
18 декабря 2022 года по каналу был проведён экспериментальный зимний караван из 4 сухогрузов во главе с ледоколом «Капитан Демидов», следовавший из Ростова-на-Дону в Астрахань. Экспериментальная проводка была совершена в рамках развития международного транспортного коридора «Север-Юг».

### Показатели деятельности
За навигацию 2006 года по каналу перевезено 8,053 млн т грузов, 4,137 млн т из которых — нефтепродукты. Основными факторами, обуславливающими столь низкий показатель загруженности канала, являются ограничения по загрузке судов при прохождении Волго-Донского водного пути. Вследствие небольших глубин на естественных водных путях — реках, суда вынуждены идти загруженными наполовину.
В 2009 году по каналу перевезено 13,2 млн т грузов и пропущено 11 692 судна.

### Влияние на экологию
В 1999 году через Азовское море и далее Волго-Донской канал гребневик мнемиопсис заселил Каспийское море. Его размножение привело к сокращению численности кильки на 60 %, что в свою очередь привело к сокращению популяции осетровых и каспийской нерпы.

## Перспективы
26 апреля 2007 года президент России Владимир Путин в ежегодном послании Федеральному Собранию предложил проработать вопрос создания международного консорциума для строительства второй ветки Волго-Донского канала для увеличения пропускной способности до 30 млн т грузов в год, однако дальше заявления процесс не пошёл.
В 2022 году Bloomberg сообщил, что Россия планирует инвестировать 1 миллиард долларов в улучшение судоходства через Азов, реку Дон и через канал, связанный с Волгой. Малая глубина некоторых участков водного пути ограничивает вместимость судов, перевозящих такие продукты, как российское зерно, примерно до 3000 тонн, модернизация же канала позволит проходить судам вдвое большего размера.
Весной 2023 на Волго-Донском канале Росморречфлот начал дноуглубительные работы; осадку в 4,5 м предполагается обеспечить к концу 2023 года. Власти США подозревают, что эти работы  направлены на создание нового торгового пути, связывающего Россию и Иран, который позволит России обойти наложенные Западом санкции.

## Технические параметры

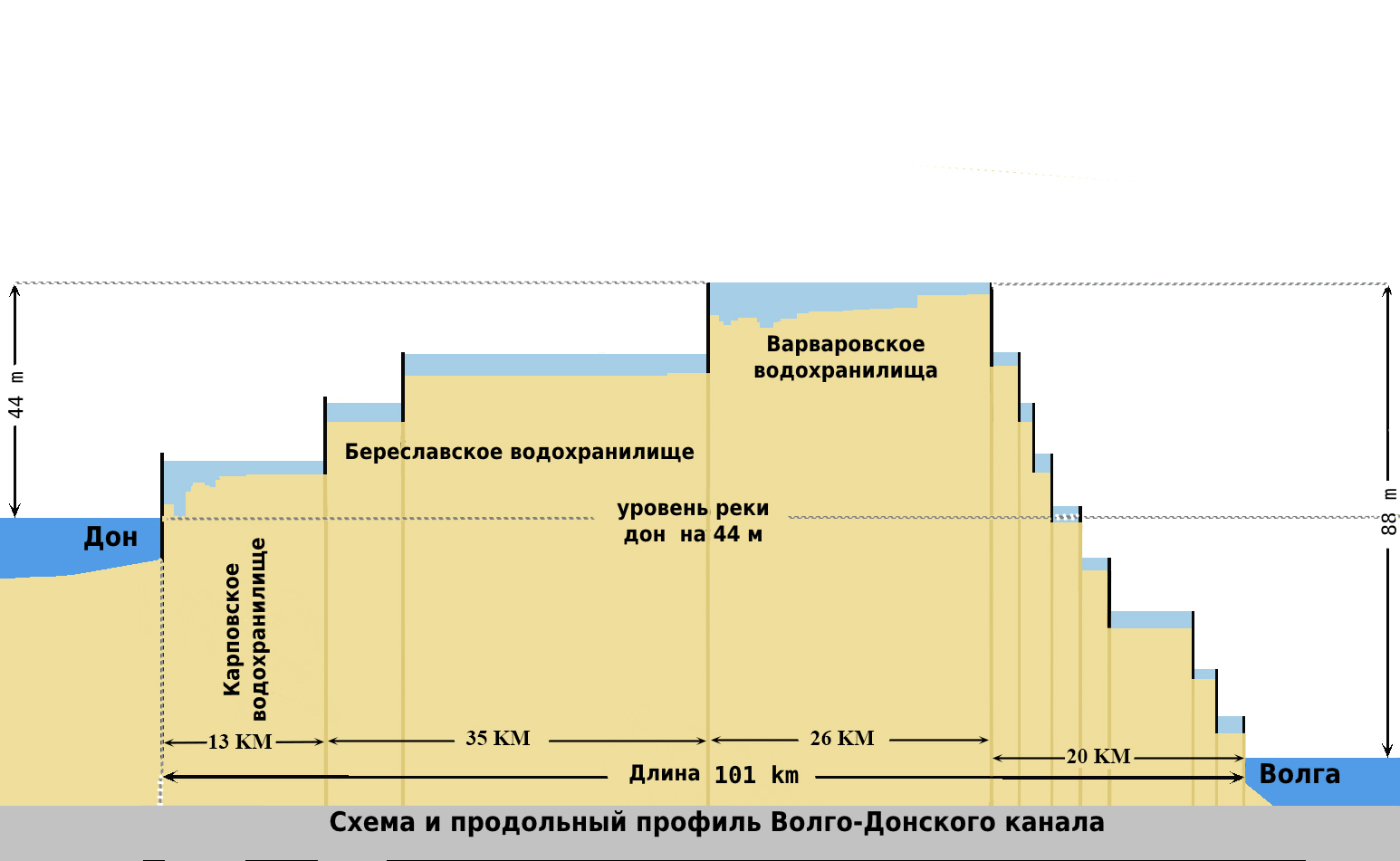
Профиль канала

Волго-Донской судоходный канал имени В. И. Ленина соединяет Волгу у Волгограда с Доном у города Калач-на-Дону. Общая протяжённость канала — 101 км. Из них 45 км проходит по водохранилищам. Глубина — проектная 4,5 м, фактическая не менее 3,5 м.
Для прохождения полного пути из Волги в Дон суда должны пройти 13 шлюзов, разделённых на Волжскую шлюзовую лестницу (высота 88 м, состоит из 9 однокамерных однониточных шлюзов) и Донскую шлюзовую лестницу (высота 44,5 м, состоит из 4 шлюзов такой же конструкции). Габариты шлюзовых камер — 145×18 метров. Расстояние между шлюзами варьируется от 700 м на волжском склоне до 20 км на донском склоне. В состав канала входят Варваровское, Береславское и Карповское водохранилища. На весь путь затрачивается около 10—12 часов. Канал питается донской водой из Цимлянского водохранилища, так как Дон лежит выше Волги на 44 м. Системой из трёх насосных станций (Карповской, Мариновской и Варваровской) вода подаётся на водораздел, откуда самотёком подаётся на волжский и донской склоны. Часть воды используется для орошения.
Средняя продолжительность навигации на Волго-Донском канале составляет 211 суток. Проходят за это время — до 5 тыс. судов. Допускается движение судов грузоподъёмностью до 7 тыс. тонн. Пропускная способность канала оценивается в 16,5 млн тонн грузов в год. На канале действуют системы оперативной связи, навигационного ограждения судовых ходов.

## В культуре

### В литературе
Строительству Волго-Донского канала им. Ленина посвящена повесть Александра Волкова «Путешественники в третье тысячелетие» (1960), адресованная детям среднего школьного возраста.

### Музыка
Сергей Прокофьев в 1951 году написал праздничную поэму «Встреча Волги с Доном» для симфонического оркестра, ор. 130, ставшую единственным крупным музыкальным произведением, написанным специально к торжествам, посвящённым открытию Волго-Донского канала. Премьерное исполнение этого сочинения состоялось 22 февраля 1952 года в исполнении оркестра под управлением Самуила Самосуда (по радио). По воспоминаниям К. Птицы,

С исполнением оказался связан казус. В партитуре поэмы есть эпизод, изображающий работу на канале только что входившего тогда в число производственных механизмов для земляных работ гигантского шагающего экскаватора. Машина эта производила ужасающий шум. Прокофьев же умел наделять образы своих сочинений признаками, порой превосходящими действительность. И скрежещущий грохот оркестра оказался таким обобщением идеи, что даже оркестранты оказались выведенными из себя. Послушав и подумав, Самосуд и музыкальные руководители радио единодушно решили сделать купюру. Так и прошли передачи, а потом и звукозапись.

### Филателия

Почтовые марки СССР
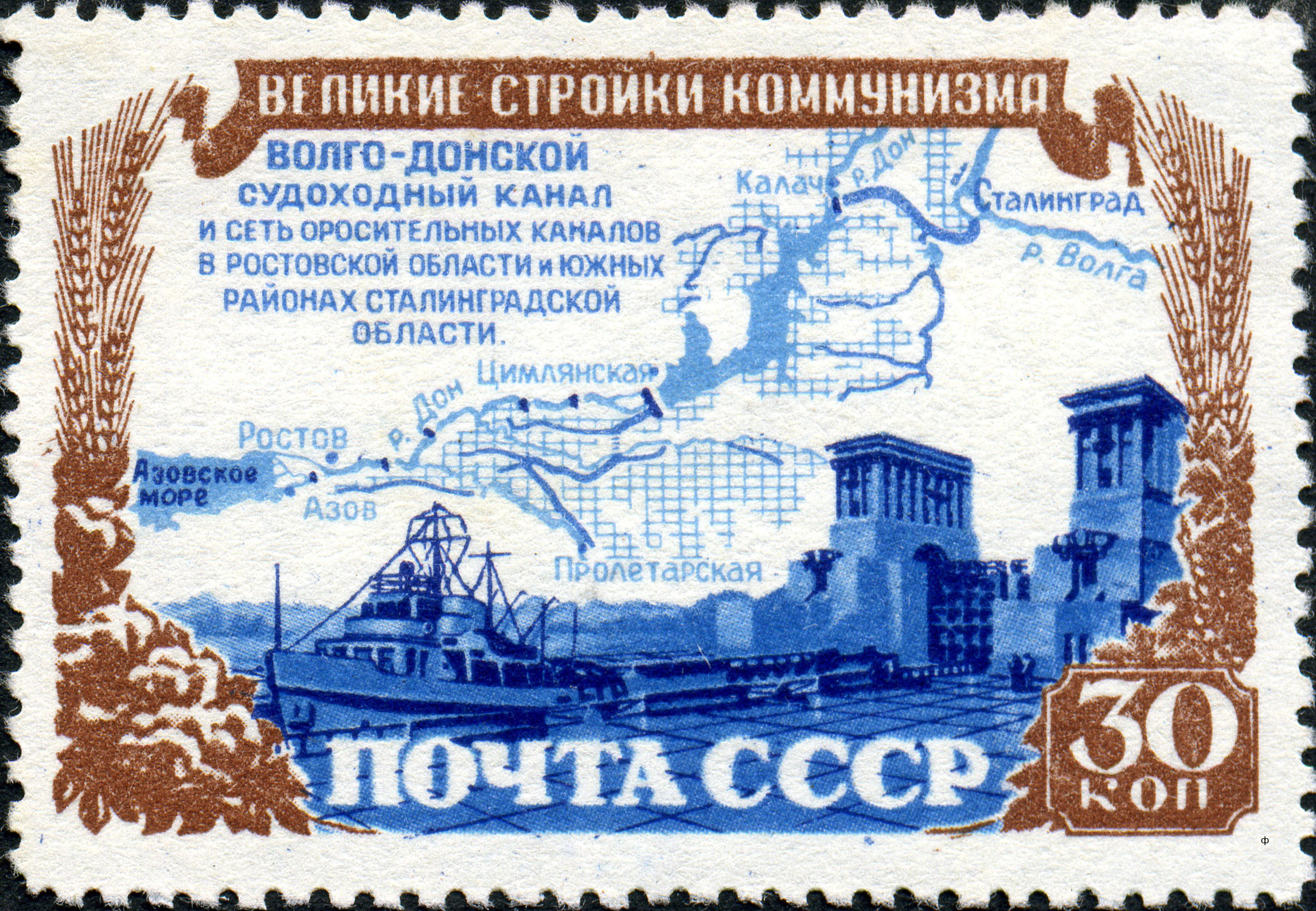
Почтовая марка, 1951 год: Волго-Донской канал  (ЦФА [АО «Марка»] № 1654)
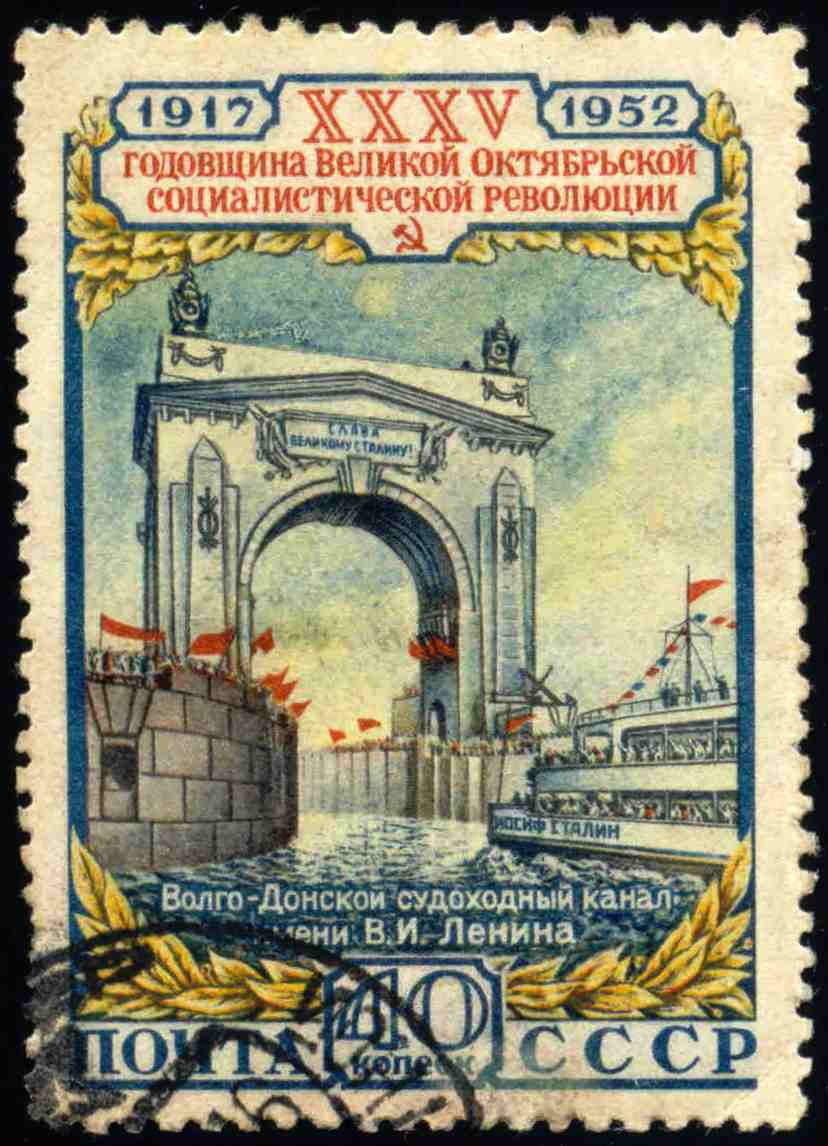
Почтовая марка, 1952 год: Волго-Донской судоходный канал имени В. И. Ленина
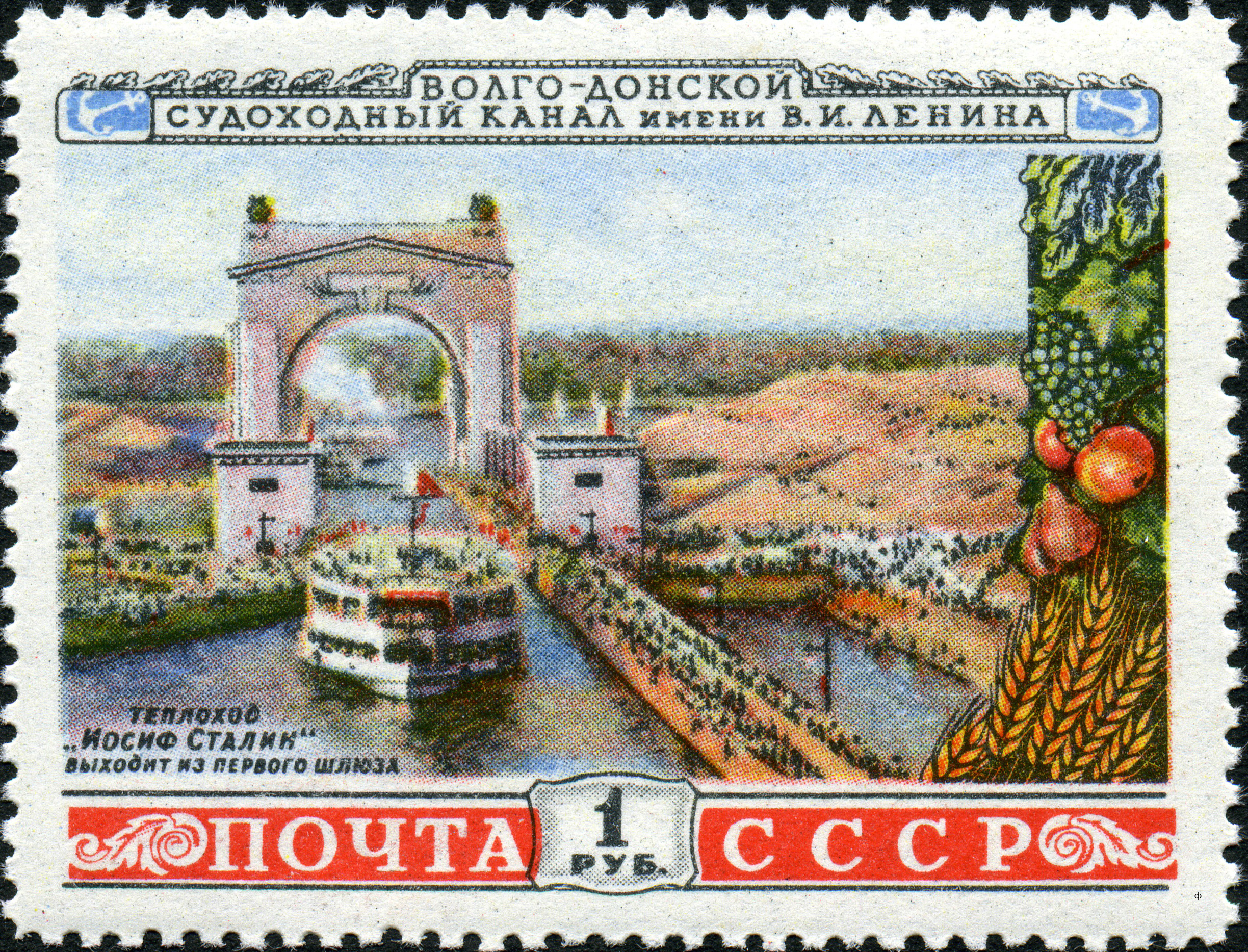
1953 год: Волго-Донской судоходный канал имени В. И. Ленина. Теплоход «Иосиф Сталин»
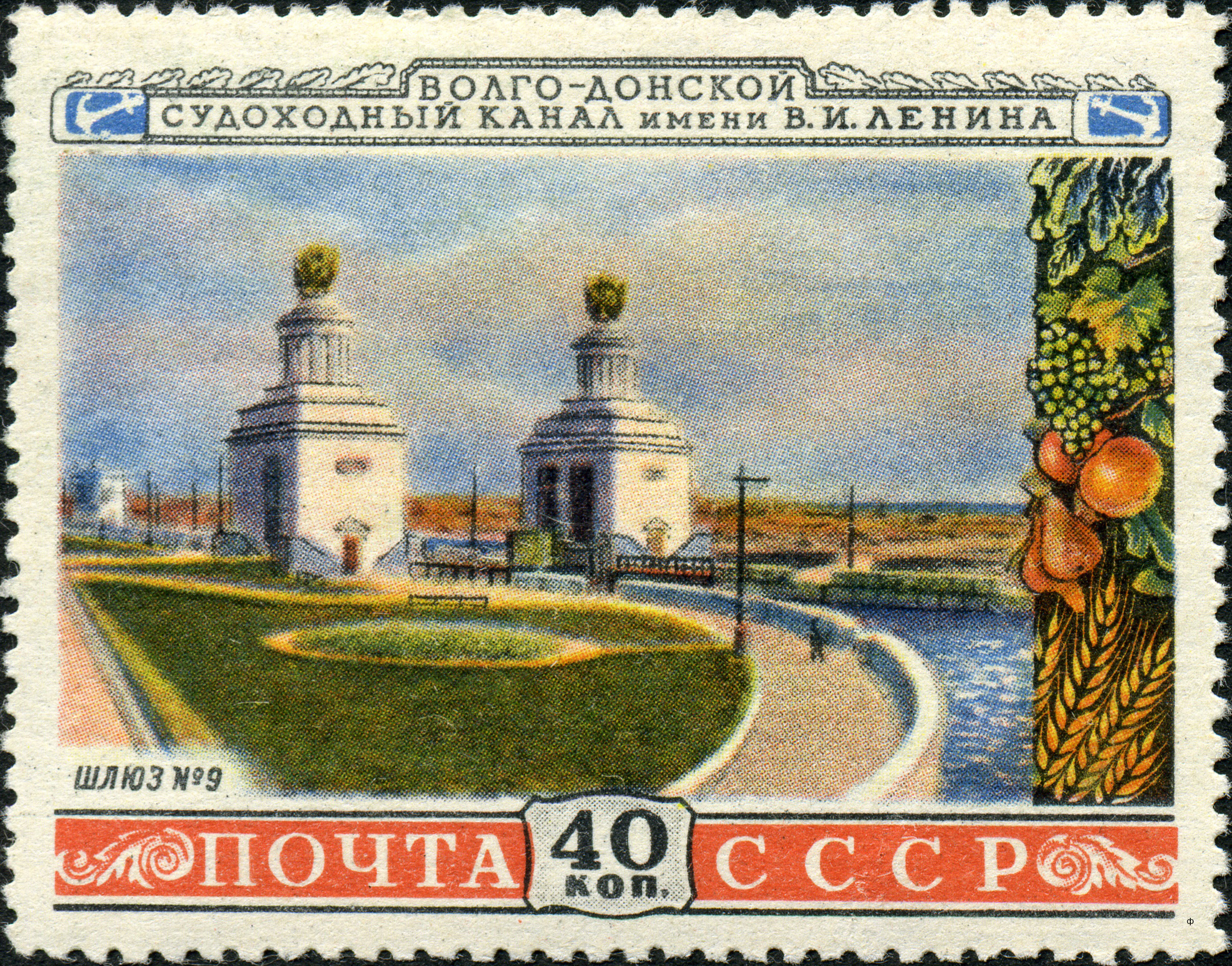
1953 год: Шлюз № 9
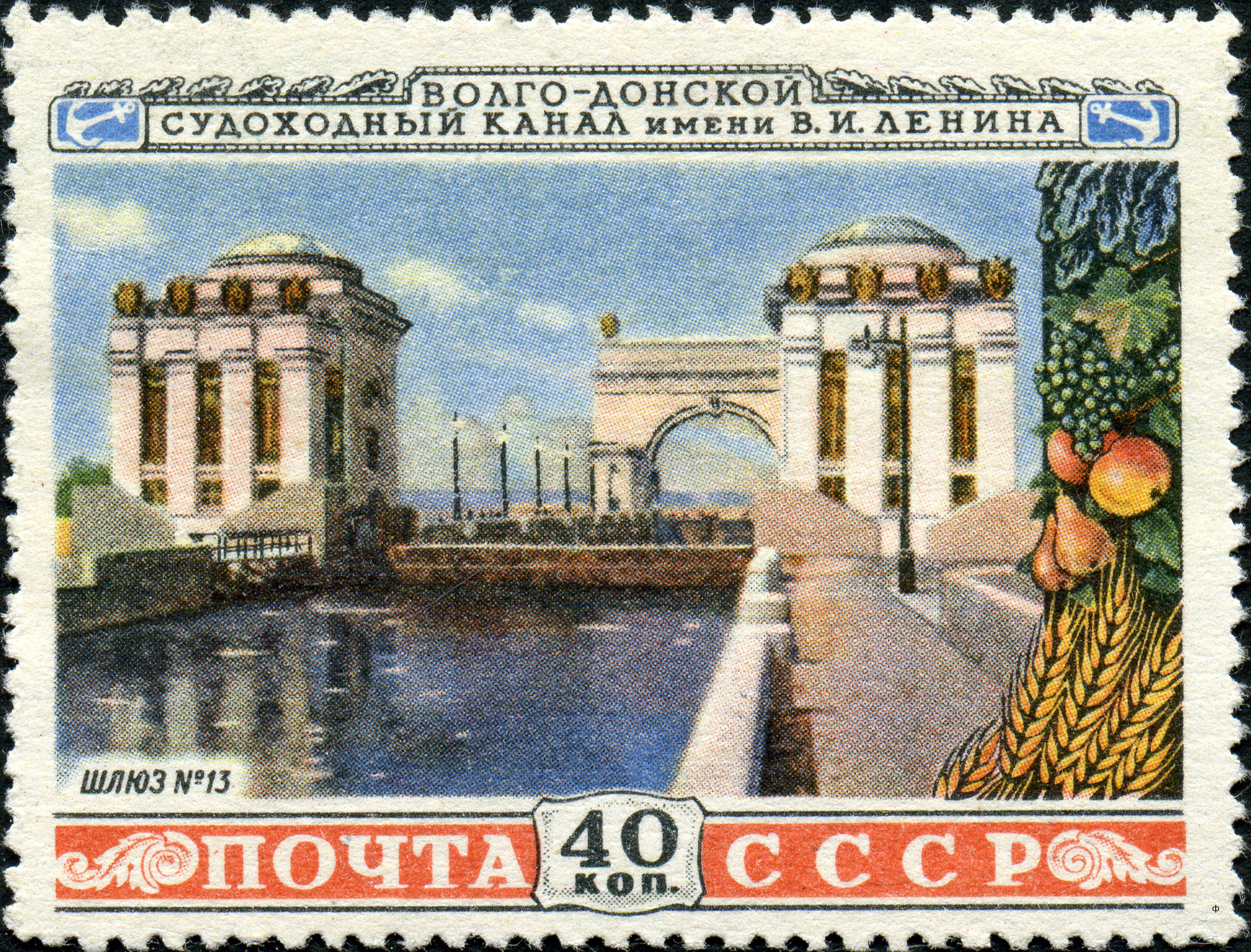
1953 год: Шлюз № 13
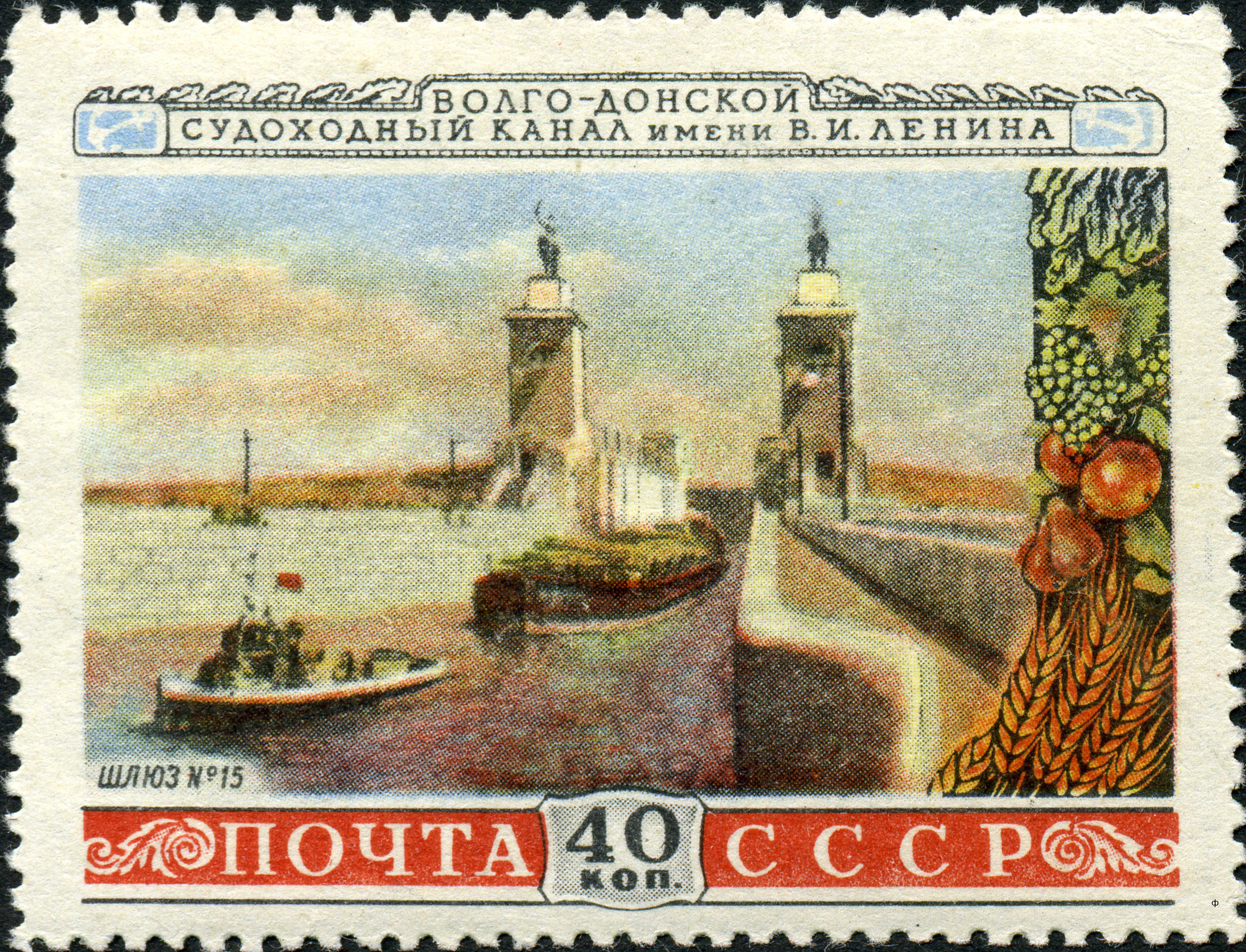
1953 год: Шлюз № 15
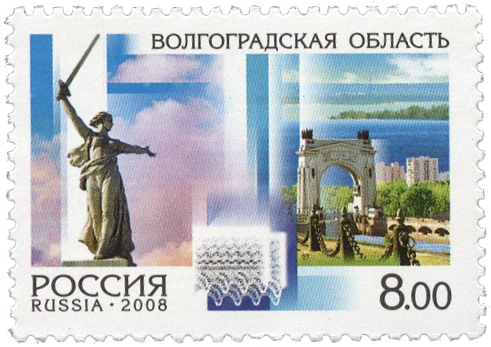
Марка 2008 года